# Ernst Kaufmann
Ernst Kaufmann (ur. 9 czerwca 1895 w Bellikonie  – zm. 20 grudnia 1943 tamże) – szwajcarski kolarz torowy i szosowy, siedmiokrotny medalista mistrzostw świata.

## Kariera
Pierwszy sukces w karierze Ernst Kaufmann osiągnął w 1912 roku, kiedy zdobył mistrzostwo Szwajcarii w sprincie amatorów. W 1920 roku wystartował na mistrzostwach świata w Antwerpii, gdzie w sprincie zawodowców zajął drugie miejsce, za Australijczykiem Robertem Spearsem, a przed Brytyjczykiem Williamem Baileyem. Jako zawodowiec zdobył jeszcze sześć medali: złoty na MŚ w Amsterdamie (1925), srebrne podczas MŚ w Paryżu (1924) i MŚ w Kolonii (1927) oraz brązowe podczas MŚ w Zurychu (1923), MŚ w Budapeszcie (1928) i MŚ w Zurychu (1929). Ponadto zdobył łącznie 25 złotych medali mistrzostw Szwajcarii, w tym trzy w szosowym wyścigu ze startu wspólnego. Nigdy nie wystartował na igrzyskach olimpijskich.